# Château de Neuvicq-le-Château
Le château de Neuvicq est situé à Neuvicq-le-Château en Charente-Maritime.

## Historique
Dès le XVe siècle le château est une possession de la famille de Rochendry .
À partir de 1550 il changea souvent de propriétaires et, en 1673, le marquis de Montespan, mari de Françoise-Athénaïs de Rochechouart, marquise de Montespan, en hérite. Son fils le vendra en mauvais état, fossés comblés. Il a depuis été partiellement restauré et a toujours fière allure.
Le château de Neuvicq est propriété de la commune depuis 1904. La mairie de Neuvicq y est aujourd'hui installée.
Le château a été classé monument historique le 14 septembre 1912.
Selon une légende, un souterrain relierait le château de Neuvicq à la motte du Bois de Fouet.

## Description
Le corps de bâtiment est très haut, avec trois niveaux surmontés d'un toit d'ardoises à deux pans, le troisième niveau de fenêtres étant surmonté de hauts frontons sculptés.
Il est flanqué de deux tours cylindriques de diamètre inégal recouvertes de poivrières. Une tour polygonale contient l'escalier à vis.
La fuie a perdu sa toiture.